# Teplen, Blagoevgrad
Teoplen (în bulgară Теплен) este un sat în comuna Hadjidimovo, Regiunea Blagoevgrad, Bulgaria.

## Demografie
Componența etnică a satului Teplen
     Turci (2,36%)
     Bulgari (12,87%)
     Nicio identificare (84,76%)
     Altele (0%)
La recensământul din 2011, populația satului Teplen era de 466 locuitori. Nu există o etnie majoritară, locuitorii fiind bulgari (12,87%) și turci (2,36%). Pentru 84,76% din locuitori nu este cunoscută apartenența etnică.